# Макаров Ігор Сергійович
Ігор Сергійович Макаров (рос. Игорь Сергеевич Макаров; 19 вересня 1987, м. Москва, СРСР) — російський хокеїст, правий нападник. Виступає за СКА (Санкт-Петербург) у Континентальній хокейній лізі.
Вихованець хокейної школи «Крила Рад» (Москва). Виступав за «Крила Рад» (Москва), СКА (Санкт-Петербург), «Динамо» (Москва), «Рокфорд Айсхогс» (АХЛ).
У складі національної збірної Росії учасник EHT 2009, 2010 і 2012. У складі молодіжної збірної Росії учасник чемпіонату світу 2007. У складі юніорської збірної Росії учасник чемпіонату світу 2005.
Батько: Сергій Макаров.
Досягнення
- Срібний призер молодіжного чемпіонату світу (2007).